# 1915年香港
|        | 香港歷史 \| 香港歷史年表                                                                                                   |
| 世紀： | 19世紀香港 \| 20世紀香港 \| 21世紀香港                                                                                     |
| 年代： | 1880年代香港 \| 1890年代香港 \| 1900年代香港 \| 1910年代香港 \| 1920年代香港 \| 1930年代香港 \| 1940年代香港               |
| 年份： | 1911年香港 \| 1912年香港 \| 1913年香港 \| 1914年香港 \| 1915年香港 \| 1916年香港 \| 1917年香港 \| 1918年香港 \| 1919年香港 |
| 紀年： | 乙卯年（兔年）、香港開埠74周年                                                                                             |

## 大事記
- 2月28日，前惠州督辦洪兆麟過境香港時因懷疑觸犯惠州一宗劫殺案被捕，後因證據不足及只被認定為政治犯而獲撤銷控罪。
- 3月8日，本年初新界出現一頭龐然大物，各村民議論紛紛，大物長約8呎，晝伏夜出，吼聲如雷，聞者色變，後由市民親眼目睹證實該大物為典型華南虎。到3月初，這巨虎在上水出沒，先後咬斃華籍及歐籍警察各一人。為了保護民眾生命安全，香港政府成立一支專門的獵虎隊。3月8日，獵虎隊接獲通知該虎又再上水活動，遂展開追捕。圍捕時，再有一名印籍警員被咬死。獵虎隊員紛紛開槍射擊，惟此虎極為敏捷，多次逃脫。圍捕多時，英籍警官丹奴·寶靈翰終於近距離將這頭猛獸擊斃，為新界人除了一害。獵虎隊之後將虎屍抬起四處巡遊，並抬到大會堂展覽，供人拍照留影。[1]
- 4月1日，香港獎勵法庭頒發獎章，獎勵捕虎英雄寶靈翰。
- 4月8日，香港華人基督教聯會成立。
- 4月17日，廣東派偵探赴港偵緝革命黨人的活動。
- 7月20日，港府再撥款5萬港元賑濟西江水災及廣州水災難民。
- 9月3日，1名11歲小童在西營盤山邊道被電車輾斃。[2]
- 9月19日，油蔴地新填地街七十一號福心茶居發生兇殺案。[3]
- 9月23日，英皇及皇后贈送銅像予香港。
- 10月3日，灣仔聚龍里四號協和麵包店爐房發生大火，6人死亡。[4]
- 10月6日，香港法國育嬰堂建成開幕，由港督梅含理夫人主禮。
- 10月，廣東軍政府陸軍司司長鄧鏗自南洋潛返香港，在九龍圖謀起事。
- 12月8日，中華基督教青年會會所動工。
- 12月30日，一名革命黨人自菲律賓帶炸彈7箱到港，欲赴廣州剌殺廣東都督龍濟光，被捕判監一年。
- 本年：
  - 元朗新墟落成啟用。
  - 聖保羅女書院創立。
  - 英華女學校開設中學。
  - 落馬洲警署建成。
  - 新加坡四海通銀行在港設立分行。
  - 何東獲英國政府頒授喬治五世爵士勳章。
  - 鐘聲劇社成立。
  - 些利街清真寺重建。
  - 政府財政收入為1179萬港元，支出1515萬元。[5]
  - 總人口為76.51萬，其中外國人佔1.9萬。[5]
  - 共有警察1,289人，其中華警631人，印警482人，歐警176人。[5]

## 逝世人物
- 5月22日，溫清溪牧師。
- 11月24日，著名英商曉域。